# خلیل طوطح
خلیل عبدالله طُوْطَح (۲۰ مهٔ ۱۸۸۶ – 	۲۴ فوریهٔ ۱۹۵۵) دانشمند آموزشی، آموزگار و نویسندهٔ فلسطینی بود. وی که فارغ التحصیل دانشگاه کلمبیا و یکی از برجسته‌ترین مربیان در سرپرستی فلسطین بود، برای مدت کوتاهی مدیریت دانشکدۀ عربی در قدس را بر عهده گرفت و سپس سال‌ها به عنوان مدیر مدرسۀ فرندز مشغول به کار شد. او به دنبال اصلاح نظام آموزشی فلسطین بود، زیرا این نظام را یکی از مهمترین ابزارهای مقابله با صهیونیسم می‌دانست. از او به عنوان یکی از مدیران و دانشمندان آموزش و از پیشگامان اصلاحات آموزشی در فلسطین و از اولین کسانی که با تبلیغات صهیونیستی علیه افکار عمومی غرب مقابله کرد، یاد می‌شود. او مدیر اجرایی مؤسسهٔ امور عرب-آمریکایی در شهر نیویورک بین سالهای ۱۹۴۵ و ۱۹۵۰ بود.

## زندگی و پیشه
او در روز ۲۰ مه ۱۸۸۶ در شهر رام‌الله، متصرفیه قدس، امپراتوری عثمانی، به دنیا آمد. پدرش عبدالله، مادرش عزیزه مغنّم، برادرانش ابراهیم و سالم، خواهرانش هلنا، نعمه، مارتا و نصرت نام داشتند. او تحصیلات اولیه خود را نزد پدرش در خانه گذراند و سپس در سال ۱۹۰۱ در کلاس‌های اول در مدرسهٔ ابتدایی پسرانه که به تازگی توسط گروه فرندز آمریکایی در شهر البیره در مجاورت رام‌الله تأسیس شده بود، ثبت نام کرد. تحصیلات خود را از سال ۱۹۰۳ تا ۱۹۰۵ در مدرسه فرندز در برمانای لبنان و سپس در مدرسهٔ انگلیسی قدس ادامه داد.او برای تکمیل تحصیلات دبیرستان خود در مؤسسه اوک گرو در وسلبرو، مین به ایالات متحده سفر کرد که مؤسسه‌ای وابسته به انجمن فرندز است که برای فارغ‌التحصیلی کشیش‌ها آماده می‌شود. طوطح سپس به کالج کلارک از سال ۱۹۰۸ تا ۱۹۱۱ رفت که بعدها به دانشگاهی در ووسستر، ماساچوست تبدیل شد. سپس در سال ۱۹۱۲ مدرک کارشناسی ارشد خود را در رشتهٔ آموزش در دانشگاه کلمبیا دریافت کرد. خلیل طوطح پس از فارغ‌التحصیلی با اِرمینا جونز آمریکایی که به گروه کوئیکر تعلق داشت، ازدواج کرد. پس از جنگ جهانی اول به فلسطین بازگشت. و سمت مدیر مدرسهٔ پسرانهٔ فرندز را بر عهده گرفت، سمتی که او از سال ۱۹۱۲ تا ۱۹۱۴ در آن باقی ماند.

با شروع جنگ جهانی اول، طوطح به خدمت ارتش عثمانی درآمد، اما پس از سه ماه از خدمت سربازی گریخت و به آمریکا پناه برد و بیشتر سال‌های جنگ را در آنجا گذراند. با این حال، در یک لحظه، برای خدمت به ارتش آمریکا به داوطلبان انجمن مسیحی مردان جوان پیوست و در سال ۱۹۱۸ به عنوان بخشی از لشکر هفتاد و نهم به فرانسه اعزام شد.
پس از پایان جنگ، طوطح دوباره به فلسطین بازگشت و از سوی مقامات انگلیسی به عنوان اولین دستیار مدیر دانشکدهٔ تربیت معلم (دار المعلمین) و سپس مدیر دانشکده (که بعداً به دانشکدهٔ عربی تبدیل شد) منصوب شد. او با ارتقای سطح علمی و توسعهٔ برنامه تربیت معلم، آن را اعتبار داد. خلیل طوطح تا سال ۱۹۲۵ در سمت خود در دانشکده باقی ماند، سالی که آرتور بالفور، صاحب اعلامیهٔ معروف، به دعوت سازمان صهیونیستی برای شرکت در مراسم افتتاحیهٔ دانشگاه عبری، از قدس دیدن کرد؛ در پی این رویداد، فلسطینی‌ها دست به اعتصاب زدند و تظاهرات اعتراضی برپا شد و اعتصاب همه نهادهای عربی از جمله دانشکده را دربر گرفت. در نتیجهٔ همه اینها، طوطح از سمت خود استعفا داد. او تصمیم گرفت برای تکمیل تحصیلات خود به ایالات متحده سفر کند و در آنجا به کالج معلمان دانشگاه کلمبیا در نیویورک پیوست. با پایان‌نامه‌ای تحت عنوان «آموزش در میان عرب‌ها» از دانشگاه کلمبیا دکترای تعلیم و تربیت گرفت.
پس از دانش‌آموختگی دکترا او به فلسطین بازگشت. پس از بازگشت به رام‌الله، طوطح به عنوان مدیر مدرسه فرندز منصوب شد، سمتی که از سال ۱۹۲۷ تا ۱۹۴۴ بر عهده داشت. آن سالها شاهد مهم‌ترین دستاوردهای او در زمینهٔ آموزش در فلسطین بود. او از معدود مربیان و روشنفکران فلسطینی بود که به اهمیت آموزش در رهایی و رشد فلسطین پی برد و پیوسته از آن دفاع کرد، موضوعاتی مانند: تربیت دختران، نیاز به اصلاحات مستقل آموزشی فلسطین در شهرها و همچنین در روستاها، کنترل فلسطینی‌ها بر تربیت فرزندانشان (برنامه درسی، کتاب، درس)، معرفی موسیقی، هنر و نمایش به عنوان یک مؤلفهٔ فرهنگی در برنامه‌های درسی پایه‌های ابتدایی و متوسطه، آموزش کشاورزی برای دانش آموزان روستایی و غیره. وی معتقد بود که آموزش و پرورش باید مستقل و ریشه در فرهنگ بومی داشته باشد و با هدف توانمندسازی مردم پیش برود. او از ایجاد برنامه‌های درسی که ارزش‌ها و هویت محلی را منعکس می‌کند، حمایت می‌کرد و آموزش را ابزاری نه تنها برای رشد شخصی، بلکه برای رهایی ملی و اجتماعی می‌دانست.
پس از مرگ همسرش آرمینا در سال ۱۹۲۸، او در سال ۱۹۲۹ با اوا مارشال، معلم آمریکایی در مدرسهٔ دختران فرندز در رام‌الله ازدواج کرد. خلیل طوطح در دفاع از حقوق عرب‌ها در فلسطین فعال بود و به همین منظور در برابر کمیسیون تحقیق سلطنتی به ریاست لرد پیل در سال ۱۹۳۷ شهادت داد و در آنجا از بی‌توجهی مقامات انگلیسی در زمینهٔ آموزش انتقاد کرد.
در پایان جنگ جهانی دوم به آمریکا بازگشت و کار خود را برای دفاع از مسئلهٔ فلسطین در آنجا شروع کرد. او در سال ۱۹۴۴ به ایالات متحده سفر کرد تا سمت مدیر اجرایی مؤسسهٔ امور عرب-آمریکایی در نیویورک را بر عهده بگیرد. از سال ۱۹۴۵ تا ۱۹۵۰ در این سمت باقی ماند و طی آن شهروندی آمریکا را به دست آورد. وی در ۱۸ ژانویه ۱۹۴۶ در یکی از جلسات کمیسیون تحقیق انگلیس و آمریکا در واشینگتن حضور یافت و از حق عرب‌ها در فلسطین دفاع کرد و سیاست‌های صهیونیستی را محکوم کرد. در سال ۱۹۵۲ از کشورهای عربی دیدن کرد تا شرایط و علل نکبت فلسطین را بررسی کند و همچنین برای سازماندهی کارهای تبلیغاتی در ایالات متحده با دولت‌های عربی تماس بگیرد. او تا زمان مرگ در این عرصه فعال بود.
طوطح پس از ترک کار خود در مؤسسهٔ امور عرب آمریکایی در نیویورک، به کالیفرنیا نقل مکان کرد، جایی که آخرین سال‌های زندگی خود در آنجا زیست و آخرین کتاب‌های خود را به پایان رساند. او برای آخرین بار در سال ۱۹۵۲ از زادگاهش دیدن کرد. خلیل طوطح در شهر وایتیر، کالیفرنیا در ۲۴ فوریه ۱۹۵۵ در سن ۶۸ سالگی درگذشت.

## آثار
خلیل طوطح نظرات تربیتی دارد که در کتب و تحقیقات فراوان خود ثبت کرده است. از آثار او که به زبان عربی چاپ شده است:
- التربية عند العرب: قدس، ۱۹۳۲
- ديناميت في الشرق الأوسط: بیروت، ۱۹۵۶
- تطوير فلسطين الحديث: مطالعه‌ای است منتشر شده در مجلهٔ علمی آمریکایی مطالعات علوم سیاسی و اجتماعی
- فلسطين تروى قصة التوراة

او همچنین در نگارش کتاب‌های زیر مشارکت داشت:
- تاريخ القدس ودليلها: با بولس شحاده، قدس، ۱۹۲۰
- تاريخ فلسطين: با عمر الصالح البرغوثی، قدس، ۱۹۲۳
- جغرافية فلسطين: با حبیب الخوری، قدس، ۱۹۲۳